# Polyphème (del Piombo)
Pour les articles homonymes, voir Polyphème (homonymie).
Le Polyphème est une fresque du peintre italien de la Renaissance Sebastiano del Piombo, datable d'environ 1512 et conservé à la Villa Farnesina à Rome. Située à côté du Triomphe de Galatée de Raphaël, elle s'inscrit dans la continuité iconographique de celui-ci.

## Histoire
Le riche banquier Agostino Chigi fit construire une somptueuse villa « des délices » par Baldassarre Peruzzi entre 1509 et 1512, sur un terrain entouré de jardins entre la Via della Lungara et le Tibre, appelée plus tard « della Farnesina ».
La décoration picturale commença rapidement, au fur et à mesure que les salles étaient achevées, et impliqua certains des meilleurs artistes actifs à Rome, parmi lesquels, outre Peruzzi lui-même, Sebastiano del Piombo, Le Sodoma et Raphaël.
Sebastiano del Piombo était venu de Venise à la suite de Chigi et avait eu avec lui ses premières missions à Rome. On lui confia notamment huit lunettes dans la Salle de Galatée, au rez-de-chaussée de la villa. Quelques mois plus tard, lorsque Raphaël eut terminé le Triomphe de Galatée, Piombo commença à peindre le panneau adjacent de gauche, Polyphème regardant idéalement l'apothéose de la nymphe bien-aimée.
Les murs devaient probablement être décorés, dans les plans initiaux, d'autres scènes de l'histoire de la nymphe, qui ne furent jamais achevées : c'est pour cette raison que les deux fresques existantes ne représentent pas les principaux événements de ses histoires.

## Description et style
La source de la représentation était Théocrite (Idylles) ou Ovide (Métamorphoses) ou encore Apulée (Métamorphoses). La fresque représente un Polyphème monumental qui tourne son regard mélancolique vers la mer à droite, assis sur un rivage idyllique. Il tient dans ses mains un bâton de berger et une flûte de pan. Un chien se tient à ses pieds.
La richesse et la densité de la couleur de sa robe bleue, ainsi que les effets d'enveloppement atmosphérique du paysage (autant que possible dans la technique de la fresque), font référence au colorisme vénitien et à l'intonation mélancolique des disciples de Giorgione, dont Sebastiano faisait partie. Il fut le premier à introduire ces innovations à Rome, avec un succès considérable[réf. nécessaire].
La musculature et la monumentalité de la figure fait clairement référence à Michel-Ange, qui venait d'achever et de dévoiler les fresques de la voûte de la Chapelle Sixtine.